# 張兆和
張兆和（1910年9月15日—2003年2月16日），安徽合肥人，中國現代女作家，沈從文的妻子。由於膚色稍黑，沈從文在以後的作品中稱她為“黑鳳”。著有《湖畔》等小說傳世。

## 生平
張兆和出生合肥望族，是張樹聲（江蘇巡撫、兩廣總督）的曾孫女，父親張吉友與母親陸英生了四女五男，四個女兒居長，取名元和、允和、兆和、充和。18岁时，張兆和在中國公學奪得女子全能第一名；她的独特的魅力给她招至了众多的追求者。
1929年，沈從文受胡適之邀，到上海中國公學主講現代文學。其間，他愛上了18歲的女學生張兆和。不善言辭的沈從文開始給張兆和寫情書，一共寫了數百封，張兆和一直不予理睬。及至校園內傳得沸沸揚揚，張兆和便攜著一大包情書去向校長胡適求助，希望他出面勸阻沈從文，胡校長答：他非常頑固地愛你。兆和馬上回他一句：我很頑固地不愛他。胡適說：我也是安徽人，我跟你爸爸說說，做個媒。兆和連忙說：不要去講，這個老師好像不應該這樣。
沈從文寫給當時中國公學的“校花”張兆和不少情書，其中有一段“我行過許多地方的橋，看過許多次數的雲，喝過許多種類的酒，卻只愛過一個正當最好年齡的人”，成為文壇佳話。1933年9月9日，張兆和與沈從文在當時的北平中央公園宣佈結婚，但並沒有舉行任何儀式。新居是北平西城達子營的一個小院子。婚後幸福的生活，使得沈從文的優秀作品大量出爐。沈从文的书信中还有这样一句话：“我不仅爱你的灵魂，我也要你的肉体”
。
沈從文去世後，張兆和這樣寫道：“從文同我相處，這一生，究竟是幸福還是不幸？得不到回答。我不理解他，不完全理解他。後來逐漸有了些理解，但是，真正懂得他的為人，懂得他一生承受的重壓，是在編選他遺稿的現在。”

## 家庭
- 父親：張武齡(1889-1938)
- 母親：陸英(1885-1921)
- 大姐：張元和(1907-2003)
- 二姐：張允和(1909-2002)语言文字学家周有光的妻子。
- 四妹：張充和(1914-2015)
- 大弟：張宗和(1914-1977)、大弟媳：孫鳳竹(1920-1944)
- 二弟：張寅和
- 三弟：張定和
- 四弟：張宇和
- 五弟：張寰和
- 六弟：張寧和
- 丈夫：沈從文(1902-1988)